# Popovi
Popovi är en ort i Bosnien och Hercegovina.   Den ligger i entiteten Republika Srpska, i den östra delen av landet, 130 km nordost om huvudstaden Sarajevo. Popovi ligger 91 meter över havet och antalet invånare är 1 145.
Terrängen runt Popovi är mycket platt. Närmaste större samhälle är Bijeljina, 5,7 km väster om Popovi. 
Trakten runt Popovi består till största delen av jordbruksmark. Runt Popovi är det ganska tätbefolkat, med 104 invånare per kvadratkilometer.